# Yangi-Nishon
Yangi-Nishon es una localidad de Uzbekistán, en la provincia de Kashkadar.
Se encuentra a una altitud de 351 m sobre el nivel del mar. 

## Demografía
Según estimación 2010 contaba con una población de 11 067 habitantes.